# Архікарп
Архіка́рп (грец. αρχη — початок і καρπος — плід) — жіночий статевий орган багатьох сумчастих грибів, одно- або багатоклітинний.
У багатоклітинному архікарпі виділяються куляста, здута клітина — аскогон, що дає початок аскогенним гіфам з асками, і видовжена — трихогіна, за допомогою якої відбувається контакт з антеридієм і перехід його вмісту до аскогону.